# ほんトカナ!?ケンドーコバヤシの絶対に観ないほうがいいテレビ!
『ほんトカナ!?ケンドーコバヤシの絶対に観ないほうがいいテレビ!』（ほんトカナ ケンドーコバヤシのぜったいにみないほうがいいテレビ）は2020年12月2日からAmazonプライム・ビデオほかで配信されているトークバラエティ番組。制作元はTOCANA。

## 概要
Amazonプライム・ビデオを起点に配信されたドキュメンタリー番組『ネットで噂のヤバいニュース超真相』の後継番組として、2020年12月2日開始。『超真相』と同じくニュースサイト「TOCANA」制作。
ケンドーコバヤシをMCに迎え、演出には特撮コメディ作品を多く監督する河崎実を配置。ドキュメンタリータッチだった前作と異なり、バラエティー番組と銘打っている。また、Amazonプライム・ビデオで先行配信された『超真相』と異なり、今作はゲオTV、U-NEXT、ふらっと動画、ひかりTV、ツタヤTV、ビデオマーケット、GYAO!ストア、VIDEXでも同時配信される。

## 出演者

### レギュラー
- ケンドーコバヤシ（メインMC）
- 橋本梨菜（アシスタント）[4]
- 角由紀子（アシスタント／TOCANA編集長）

## 配信リスト
| 放送回 | 初回放送日      | タイトル                                                                              | 備考 |
| ------ | --------------- | ------------------------------------------------------------------------------------- | ---- |
| 第1話  | 2020年 11月17日 | 超絶怒涛のM男たちの宴開幕!『M ～マゾと呼ぶべき人たちがいて～』                        |      |
| 第2話  | 2021年 1月7日   | クセがスゴい風俗嬢大集結!『風俗嬢のエロすべらない話』                                 |      |
| 第3話  | 2月3日          | 宇宙人“濃厚接触者”大集合!『プロフェッショナル 宇宙人の流儀』                          |      |
| 第4話  | 3月3日          | 禁忌の呪いガチ実演!『呪いで人は殺せるのか? 情報ライブ!呪い屋』                        |      |
| 第5話  | 4月7日          | 格闘王・前田日明があの超有名事件の真相を暴露!!『格闘王・前田日明のヤバすぎ!都市伝説』 |      |
| 第6話  | 5月5日          | ヤれそうなのに童貞を貫く男たちの生き様と本音に迫る!「童貞。がプロデュース」           |      |
| 第7話  | 6月2日          | “霊能界”の次世代トップスターがまさかの爆笑を巻き起こす!?『霊能人オールスター大集合』  |      |
| 第8話  | 7月7日          | 橋本梨菜が“通常ではないイキ方”をガチ体験……! 『オーガズムの果てまでイッてQ』           |      |
| 第9話  | 8月7日          | 合法だけど地上波絶対NG！ 自然のモノでトリップ! ナチュラルトリップ最前線               |      |
| 第10話 | 9月1日          | 平成グラドル・橋本梨菜が昭和エロに殴り込み！昭和エロなんでも鑑定大会                  |      |
| 第11話 | 10月6日         | ケンコバに新たな能力が開花!? 能力開発講座＜初級編＞ アナタも超能力者になれる！        |      |
| 第12話 | 11月3日         | 刃物で刺されたけど九死に一生を得た激レアさんが大集合! 『YOUはなんで刺されたの?』      |      |

## スタッフ
- 企画監修：角由紀子（TOCANA編集長）
- 企画：福田光睦（Modarn Freaks Inc.）
- 構成：ゴウヒデキ
- CAM：小山竜太、佐々木雅史
- 技術：筋田鋼二
- 音声：岡賢治
- 編集：中島史雄　河崎雄太
- 制作担当：大澤優貴（TOCANA編集部）、二瓶彩（TOCANA編集部）
- タイトルロゴデザイン：伊藤拓希（TOCANA編集部）
- 技術協力：ZOOI
- 制作協力：リバートップ
- 協力：サイゾー
- プロデューサー：叶井俊太郎
- 演出：河崎実
- 企画監修：角由紀子
- 製作著作：TOCANA